# Vail (Arizona)
Vail es un lugar designado por el censo ubicado en el condado de Pima en el estado estadounidense de Arizona. En el Censo de 2010 tenía una población de 10 208 habitantes y una densidad poblacional de 173,93 personas por km².

## Geografía
Vail se encuentra ubicado en las coordenadas 32°1′19″N 110°41′38″O / 32.02194, -110.69389. Según la Oficina del Censo de los Estados Unidos, Vail tiene una superficie total de 58.69 km², de la cual 58.69 km² corresponden a tierra firme y (0%) 0 km² es agua.

## Demografía
Según el censo de 2010, había 10.208 personas residiendo en Vail. La densidad de población era de 173,93 hab./km². De los 10.208 habitantes, Vail estaba compuesto por el 84.21% blancos, el 3.27% eran afroamericanos, el 0.85% eran amerindios, el 2.44% eran asiáticos, el 0.15% eran isleños del Pacífico, el 4.98% eran de otras razas y el 4.1% pertenecían a dos o más razas. Del total de la población el 19.43% eran hispanos o latinos de cualquier raza.